# Carlos Agulló
Carlos Agulló Coloma es un montador y director de cine galardonado en numerosos festivales, como el Festival Internacional de Cine de Palm Springs, la Muestra Internacional de Cine de São Paulo o el Festival Internacional de Cine de Hamptons.

## Trayectoria
Tras licenciarse en Bellas Artes en la Universidad Complutense de Madrid, comienza su carrera profesional como ayudante de montaje al servicio de figuras como Lourdes Olaizola, Iván Aledo o Alejandro Amenábar. A partir de su colaboración en la película ganadora de un Óscar, Mar Adentro, da el salto a montador, trabajando junto a directores como Mateo Gil, Oskar Santos, Sergio Candel o Jorge Sánchez-Cabezudo.
Paralelamente a su actividad como montador, dirige cinco multipremiados cortometrajes hasta que finalmente debuta como director de largometrajes con el documental sudafricano Plot for Peace. En su faceta de director ha abordado temas sensibles como los cuidados paliativos en su largometraje Los Demás Días o los Atentados del 11 de marzo de 2004 en su serie El Desafío:11M de Amazon Prime Video.

## Premios
| Festival                                                                  | País        | Premio                                                          | Película         |
| ------------------------------------------------------------------------- | ----------- | --------------------------------------------------------------- | ---------------- |
| Premis de l'Audiovisual Valencià                                          | España      | Mejor edición y postproducción                                  | La Banda         |
| CMS International Children's Film Festival                                | India       | Mejor corto documental                                          | Más que plata    |
| Concurso de cortometrajes CREASPORT                                       | España      | Mejor banda sonora                                              | Más que plata    |
| Concurso de cortometrajes CREASPORT                                       | España      | Mejor fotografía                                                | Más que plata    |
| 5th Zero Plus International Film Festival of Films for Children and Youth | Rusia       | Special Award                                                   | Más que plata    |
| Festival Internacional de CIne Político                                   | Argentina   | Primera Mención Competición Oficial Internacional Largometrajes | Plot for Peace   |
| Regards sur le Cinema du Monde (Rouen)                                    | Francia     | Premio del Jurado a Mejor Documental                            | Plot for Peace   |
| Festival Internacional de Cine de Palm Springs                            | USA         | Premio especial del jurado                                      | Plot for Peace   |
| Muestra Internacional de Cine de São Paulo                                | Brasil      | Premio del Jurado a Mejor Documental                            | Plot for Peace   |
| Muestra Internacional de Cine de São Paulo                                | Brasil      | Premio del Público a Mejor Documental                           | Plot for Peace   |
| Hamptons International Film Festival                                      | USA         | Conflict and Resolution Award                                   | Plot for Peace   |
| Galway Film Fleadh                                                        | Irlanda     | Best International Feature Documentary                          | Plot for Peace   |
| Rincón International Film Festival                                        | Puerto Rico | Excellence Award                                                | Próxima Estación |
| Festival de cortometrajes Hayah                                           | Panamá      | Mejor Guion Extranjero                                          | Próxima Estación |
| Notodofilmfest                                                            | España      | Premio de distribución Freak                                    | Próxima Estación |
| VII Ciclo de Cortometrajes Agustí Comes                                   | España      | Premio del Jurado                                               | La Espera        |
| Festicurts IV (Figueres)                                                  | España      | Premio Tomás Mallol                                             | La Espera        |

## Filmografía
Director
| 2022 | El Desafío: 11M        |
| 2018 | Daughters of al-Shabab |
| 2018 | Más que plata          |
| 2017 | Los demás días         |
| 2013 | Plot for Peace         |
| 2011 | Próxima Estación       |
| 2008 | Pizza Eli              |
| 2008 | Ana Cronia             |
| 2008 | La Espera              |
| 2006 | El Regalo              |

Montador
| Año  | Título                                                         | Director                       |
| ---- | -------------------------------------------------------------- | ------------------------------ |
| 2022 | El Desafío: 11M                                                | Carlos Agulló                  |
| 2021 | Con quién viajas                                               | Hugo Martín Cuervo             |
| 2019 | La Banda                                                       | Roberto Bueso                  |
| 2018 | Más que plata                                                  | Carlos Agulló                  |
| 2017 | Los demás días                                                 | Carlos Agulló                  |
| 2014 | La Señora Brackets, la niñera, el nieto bastardo y Emma Suárez | Sergio Candel                  |
| 2013 | Plot for Peace                                                 | Carlos Agulló y Mandy Jacobson |
| 2011 | Crematorio                                                     | Jorge Sánchez-Cabezudo         |
| 2011 | Próxima Estación                                               | Carlos Agulló                  |
| 2010 | Manos                                                          | Jon Sagalá                     |
| 2010 | Fernanda                                                       | Sergio Candel                  |
| 2010 | Sinceridad                                                     | Paco Caballero                 |
| 2010 | Historia de un Director Idiota                                 | Sergio Candel                  |
| 2010 | Cama Blanca                                                    | Diego Betancor                 |
| 2010 | El Mal Ajeno                                                   | Oskar Santos                   |
| 2009 | Together                                                       | Gigi Romero                    |
| 2009 | Planet 51                                                      | Jorge Blanco                   |
| 2008 | Pizza Eli                                                      | Carlos Agulló                  |
| 2008 | Bienes Comunes                                                 | Paco Caballero                 |
| 2008 | Ana Cronia                                                     | Carlos Agulló                  |
| 2008 | La Espera                                                      | Carlos Agulló                  |
| 2007 | Strike 2                                                       | Arturo Prins                   |
| 2007 | Test                                                           | Marta Aledo y Natalia Mateo    |
| 2006 | Regreso a Moira                                                | Mateo Gil                      |
| 2006 | El Regalo                                                      | Carlos Agulló                  |
| 2005 | Un Viaje Mar Adentro                                           | Oskar Santos                   |
| 2004 | Aloe                                                           | Sergio Delgado                 |
| 2003 | Flores Para Maika                                              | Andreu Castro                  |